# Почтарёв, Николай Иванович
Николай Иванович Почтарёв (1923—1990) — советский военный. Участник Великой Отечественной войны. Герой Советского Союза (1944). Капитан.

## Биография
Родился 29 ноября 1923 года в селе Сватово Купянского округа Харьковской губернии Украинской ССР СССР (ныне город, административный центр Сватовского района Луганской области Украины) в крестьянской семье. Украинец. Окончив в 1938 году семь классов Сватовской неполной школы № 4, Николай Иванович устроился на работу в колхоз имени С. М. Будёного. В 1940 году он переехал в город Ворошиловград, где окончил школу фабрично-заводского обучения. До призыва на военную службу работал на Ворошиловградском заводе имени Октябрьской революции.
В ряды Рабоче-крестьянской Красной Армии был призван в ноябре 1941 года. Во время учёбы в школе младших командиров освоил воинскую специальность наводчика миномёта. В боях с немецко-фашистскими захватчиками с 12 июля 1942 года на Воронежском фронте в должности наводчика 82-миллиметрового миномёта миномётной роты 569-го стрелкового полка 161-й стрелковой дивизии 60-й армии. Боевое крещение принял в бою за посёлок Подгорное севернее города Воронежа. До декабря 1942 года 161-я стрелковая дивизия сражалась на левом берегу Дона в Рамонском районе Воронежской области. 27 декабря 1942 года дивизия в составе 18-го отдельного стрелкового корпуса была введена на Щучинский плацдарм. В январе 1943 года Николай Иванович участвовал в Острогожско-Россошанской операции, в ходе которой были разгромлены 2-я венгерская и 8-я итальянская армии, 24-й танковый корпус вермахта и основные силы немецкого корпуса особого назначения. В ходе Харьковской наступательной операции в феврале 1943 года 161-я стрелковая дивизия в составе 69-й армии участвовала в освобождении восточной окраины Харькова. В ходе немецкого контрнаступления под Харьковом подразделения дивизии попали в окружение, но сумели вырваться из котла, после чего были выведены в резерв 40-й армии. 
Вновь на передовой старший сержант Николай Почтарёв с 7 июля 1943 года, когда 161-я стрелковая дивизия в составе 52-го стрелкового корпуса 40-й армии во время Курской битвы была введена в бой на участке Ситное — Дмитриевка Ракитянского района Белгородской области, откуда перешла в наступлении в ходе Белгородско-Харьковской операции.
После разгрома немецко-фашистских войск на Курской дуге войска Красной Армии практически без паузы начали Битву за Днепр. Принимал участие в Сумско-Прилукской операции Воронежского фронта. В бою за село Рымаровка Гадячского района Полтавской области он своевременно заметил группу немецких солдат, пытавшихся закрепиться на высотах близ населённого пункта. Открыв прицельный огонь из миномёта, он рассеял вражеское подразделение, уничтожив при этом четырёх немецких солдат. Преследуя отступающие немецкие войска, сметая вражеские заслоны и освобождая населённые пункты Левобережной Украины, 161-я стрелковая дивизия прошла с боями около 350 километров и 22 сентября 1943 года вышла к Днепру в районе Андруши — Цибли. В ночь на 23 сентября 1943 года штурмовой отряд из тридцати бойцов 569-го стрелкового полка под огнём противника на двух лодках форсировал Днепр у села Зарубинцы. Вместе с ними на самодельном плоту переправились через реку миномётчики миномётной роты 2-го стрелкового батальона старшие сержанты И. В. Пресняков и Н. И. Почтарёв. Силы противника, брошенные на ликвидацию плацдарма, в несколько раз превосходили численность штурмового отряда. В трудный момент боя миномётчики, демонстрируя «образцы мужества, отваги, героизма и готовность к самопожертвованию», установили свой миномёт на открытой позиции, точным огнём нанесли немцам большой урон и заставили их отступить. При отражении последовавших контратак, Почтарёв и Пресняков, неутомимо перенося свой семидесятикилограммовый миномёт на плечах с одной позиции на другую, эффективно истребляли живую силу противника. Самоотверженная работа миномётчиков не позволила немцам использовать численное превосходство и способствовала удержанию захваченного плацдарма, на который осуществили переправу основные силы полка. 
Указом Президиума Верховного Совета СССР «О присвоении звания Героя Советского Союза генералам, офицерскому, сержантскому и рядовому составу Красной Армии» от 10 января 1944 года за «образцовое выполнение боевых заданий командования на фронте борьбы с немецко-фашистскими захватчиками и проявленные при этом отвагу и геройство» с вручением ордена Ленина и медали «Золотая Звезда». 
До конца октября 1943 года участвовал в боях за расширение плацдарма, получившего название Букринского. Затем в числе особо отличившихся при форсировании Днепра воинов Николай Иванович был направлен на курсы младших лейтенантов. По окончании обучения в 1944 году воевал в должности командира миномётного взвода на 3-м и 4-м Украинских фронтах. Боевой путь завершил в Чехословакии. После войны Николай Иванович служил Советской армии до 1949 года. В запас он уволился в звании капитана. 
Жил в городе Сватово. С 1949 по 1952 год работал инспектором отдела кадров на Сватовском государственном маслозаводе, затем до 1983 года трудился на Сватовском маслоэкстракционном заводе, пройдя путь от начальника цеха сырья до заместителя директора завода. 
После выхода на пенсию Николай Иванович вёл активную общественную жизнь: участвовал в различных городских мероприятиях, занимался патриотическим воспитанием молодёжи, выступал в трудовых коллективах и школах. Скончался 16 ноября 1990 года. Похоронен на Западном кладбище города Сватово Луганской области Украины.

## Награды и звания
- Медаль «Золотая Звезда» (10.01.1944);
- орден Ленина (10.01.1944);
- орден Отечественной войны 1-й степени (11.03.1985);
- медали, в том числе:

медаль «За отвагу» (24.09.1943);
- Почётный гражданин города Сватово Луганской области Украины.

## Память
- Именем Героя Советского Союза Н. И. Почтарёва названа улица в городе Сватово.
- Мемориальные доски в честь Героя Советского Союза Н. И. Почтарёва установлены в городе Сватово на здании школы № 4 и административном корпусе Сватовского маслоэкстракционного завода.

## Документы
- Общедоступный электронный банк документов «Подвиг Народа в Великой Отечественной войне 1941—1945 гг.» Дата обращения: 16 марта 2013. Архивировано из оригинала 13 марта 2012 года.

Представление к званию Героя Советского Союза. Дата обращения: 16 марта 2013. Архивировано 8 апреля 2013 года.
Указ Президиума Верховного Совета СССР о присвоении звания Героя Советского Союза. Дата обращения: 16 марта 2013. Архивировано 8 апреля 2013 года.
Орден Отечественной войны 1-й степени (информация из карточки награждённого к 40-летию Победы). Дата обращения: 16 марта 2013. Архивировано 8 апреля 2013 года.
Медаль «За отвагу» (приказ о награждении). Дата обращения: 16 марта 2013. Архивировано 8 апреля 2013 года.